# Gennevilliers
Gennevilliers település Franciaországban, Hauts-de-Seine megyében. Lakosainak száma 50 874 fő (2022. január 1.). Gennevilliers Colombes, Argenteuil, L’Île-Saint-Denis, Villeneuve-la-Garenne és Asnières-sur-Seine községekkel határos.

## Népesség
A település népességének változása:
| Lakosok száma | 1155 | 1099 | 1168 | 3245 | 11 586 | 27 250 | 50 290 | 41 822 | 46 907 | 50 874 |
|               | 1793 | 1836 | 1856 | 1881 | 1906   | 1931   | 1975   | 2008   | 2017   | 2022   |